# Albero genealogico dei Flavi
L'albero genealogico della Dinastia flavia, a cui appartengono tre imperatori romani del I secolo, comprendeva la gens Flavia.

## Albero genealogico
|                                            |                                            |                                         |                                         |                                            |                                            |                           |                           |                             |                                        |                                        |             |                    |                                  |                                                  |                                                  |                                 |                     |
|                                            |                                            |                                         |                                         |                                            | Tito Flavio Petrone                        |                           |                           |                             |                                        |                                        |             |                    |                                  |                                                  |                                                  |                                 |                     |
|                                            |                                            |                                         |                                         |                                            |                                            |                           |                           |                             |                                        |                                        |             |                    |                                  |                                                  |                                                  |                                 |                     |
|                                            |                                            |                                         |                                         |                                            |                                            |                           |                           |                             |                                        |                                        |             |                    |                                  |                                                  |                                                  |                                 |                     |
|                                            |                                            |                                         |                                         |                                            | Tito Flavio Sabino ∞ Vespasia Polla        |                           |                           |                             |                                        |                                        |             |                    |                                  |                                                  |                                                  |                                 |                     |
|                                            |                                            |                                         |                                         |                                            |                                            |                           |                           |                             |                                        |                                        |             |                    |                                  |                                                  |                                                  |                                 |                     |
|                                            |                                            |                                         |                                         |                                            |                                            |                           |                           |                             |                                        |                                        |             |                    |                                  |                                                  |                                                  |                                 |                     |
|                                            | Tito Flavio Sabino                         | Tito Flavio Sabino                      |                                         |                                            | 1 figlia deceduta infante                  | 1 figlia deceduta infante |                           |                             | Vespasiano ∞ Flavia Domitilla maggiore | Vespasiano ∞ Flavia Domitilla maggiore |             |                    |                                  |                                                  |                                                  |                                 |                     |
|                                            |                                            |                                         |                                         |                                            |                                            |                           |                           |                             |                                        |                                        |             |                    |                                  |                                                  |                                                  |                                 |                     |
|                                            |                                            |                                         |                                         |                                            |                                            |                           |                           |                             |                                        |                                        |             |                    |                                  |                                                  |                                                  |                                 |                     |
|                                            | Tito Flavio Sabino                         | Tito Flavio Sabino                      |                                         | Tito ∞ Marcia Furnilla                     | Tito ∞ Marcia Furnilla                     |                           |                           | Domiziano ∞ Domizia Longina | Domiziano ∞ Domizia Longina            |                                        |             |                    |                                  | Flavia Domitilla minore ∞ Quinto Petilio Ceriale | Flavia Domitilla minore ∞ Quinto Petilio Ceriale |                                 |                     |
|                                            |                                            |                                         |                                         |                                            |                                            |                           |                           |                             |                                        |                                        |             |                    |                                  |                                                  |                                                  |                                 |                     |
|                                            |                                            |                                         |                                         |                                            |                                            |                           |                           |                             |                                        |                                        |             |                    |                                  |                                                  |                                                  |                                 |                     |
| Tito Flavio Sabino ∞ Flavia Giulia Augusta | Tito Flavio Sabino ∞ Flavia Giulia Augusta | Tito Flavio Clemente ∞ Flavia Domitilla | Tito Flavio Clemente ∞ Flavia Domitilla | Flavia Giulia Augusta ∞ Tito Flavio Sabino | Flavia Giulia Augusta ∞ Tito Flavio Sabino | 1 figlio deceduto infante | 1 figlio deceduto infante | A Vespasiano                | A Vespasiano                           | A Domiziano                            | A Domiziano | Gaio Petilio Firmo | Gaio Petilio Firmo               | Flavia Domitilla ∞ Tito Flavio Clemente          | Flavia Domitilla ∞ Tito Flavio Clemente          | Quinto Petilio Rufo             | Quinto Petilio Rufo |
|                                            |                                            |                                         |                                         |                                            |                                            |                           |                           |                             |                                        |                                        |             |                    |                                  |                                                  |                                                  |                                 |                     |
|                                            |                                            |                                         |                                         |                                            |                                            |                           |                           |                             |                                        |                                        |             |                    |                                  |                                                  |                                                  |                                 |                     |
|                                            |                                            |                                         |                                         |                                            |                                            |                           |                           |                             |                                        |                                        |             |                    | Vespasiano adottato da Domiziano | Vespasiano adottato da Domiziano                 | Domiziano adottato da Domiziano                  | Domiziano adottato da Domiziano |                     |